# 立部伎
立部伎，唐朝宫廷乐舞两大类别之一，与坐部伎相对而言。
初唐创立至盛唐流行的一部宫廷乐队和一套宫廷燕乐节目，与“坐部伎”并列，合称“二部伎”。每部均以乐曲名称之，并配有舞蹈。“殿庭宴用立奏”，立部伎舞者、乐工在堂下或室外庭院、广场表演舞蹈杂技，声乐立奏。规模大，场面宏伟壮观，人数较多，舞者多至一百八十人，少则六十四人。“立部伎”与“坐部伎”的区别主要表现在表演方式和精粗程度。堂下立奏者称为立部伎, 堂上坐奏者称为坐部伎。其曲目大多是唐初及玄宗时大型歌舞。唐玄宗时太常寺考核乐工技艺，以立部伎水平低于坐部伎一筹。伴奏以敲击和吹管乐器为主，音量宏大，气势雄伟，用于朝会宴享。立部伎有八部乐舞：《安舞》、《太平乐》、《破阵乐》、《庆善乐》、《大定乐》、《上元乐》、《圣寿乐》、《光圣乐》。